# (9273) Schloerb
(9273) Schloerb – planetoida z pasa głównego asteroid okrążająca Słońce w ciągu 3 lat i 286 dni w średniej odległości 2,43 j.a. Została odkryta 22 sierpnia 1979 roku przez Claesa Lagerkvista. Przed nadaniem nazwy planetoida nosiła oznaczenie tymczasowe (9273) 1979 QW3.